# تئاتر هنری چخوف مسکو
تئاتر هنری چخوف مسکو (روسی: Московский Художественный театр имени А. П. Чехова)؛ یک تئاتر دراماتیک در مسکو است که در سال ۱۹۸۷، پس از تقسیم تئاتر هنری گورکی مسکو به دو نهاد مستقل، بنیان‌گذاری شد. از سال ۱۹۸۹، این تئاتر به افتخار یکی از نویسندگان اصلی‌اش، آنتون پاولوویچ چخوف (به انگلیسی: Anton Pavlovich Chekhov)، نام‌گذاری شد. در سال ۲۰۰۴، این تئاتر عنوان تاریخی خود «تئاتر هنری مسکو» را بازیافت و عنوان «آکادمیک» را کنار گذاشت..
مدیر هنری این تئاتر، کنستانتین خابنسکی، دارندهٔ عنوان «هنرمند مردمی فدراسیون روسیه» است. (از ۲۸ اکتبر ۲۰۲۱)